# Thrypticus maculipes
Thrypticus maculipes är en tvåvingeart som först beskrevs av Johann Wilhelm Meigen 1824.  Thrypticus maculipes ingår i släktet Thrypticus och familjen styltflugor.
Artens utbredningsområde är Österrike. Inga underarter finns listade i Catalogue of Life.